# Gebhard Quinger
Friedrich Gebhard Quinger (* 26. August 1919 in Würzburg; † 24. März 2012) war ein deutscher Bauernfunktionär.

## Leben
Aufgewachsen ist Quinger auf der Keesburg, zu der ebenfalls ein Weingut gehörte. Während des Zweiten Weltkriegs war er Jagdflieger bei der Luftwaffe und geriet gegen Ende des Krieges in sowjetische Kriegsgefangenschaft, aus der er fliehen konnte.
Er studierte an der Hochschule Stuttgart-Hohenheim Landwirtschaft und trat im Anschluss in den Staatsdienst am Landwirtschaftsministerium Württemberg-Hohenzollern ein. 1950 kam er zum Bayerischen Bauernverband (BBV). Er war zunächst Mitarbeiter in der Agrarpolitischen Abteilung im Generalsekretariat des Verbandes. 1953 übernahm er die Leitung der Bayerischen Bauernschule in Herrsching am Ammersee, aus der unter seiner Regie 1976 in Zusammenlegung mit der Bäuerinnenschule die BBV-Bildungsstätte entstand. Die Schule entwickelte sich zu einem Markenzeichen für zukunftsweisende Bildungsarbeit für den ländlichen Raum. Zu Quingers Schülern zählte unter anderem Gerd Sonnleitner, Präsident des Deutschen und des Bayerischen Bauernverbands von 1991 bis 2012.
Neben seiner Bildungsarbeit baute Quinger im Generalsekretariat des Bayerischen Bauernverbandes die Abteilung für Organisation und Öffentlichkeitsarbeit auf. 1970 wurde er zum Stellvertretenden Generalsekretär ernannt. Von 1973 bis 1982 war er Generalsekretär. In dieser Zeit gab er entscheidende Impulse für das Bayerische Landwirtschaftsförderungsgesetz. Auch als Generalsekretär kümmerte er sich besonders um die Erwachsenenbildungsarbeit. Ebenfalls war er im Vorstand der LVM tätig.
Er war seit 1946 Mitglied der katholischen Studentenverbindung K.D.St.V. Carolingia Hohenheim.

## Ehrungen
Für seine Verdienste bekam er den Bayerischen Verdienstorden verliehen. Ebenfalls bekam er am 22. Juli 1982 die Bayerische Staatsmedaille in Gold verliehen für seine Verdienste um die bayerische Landwirtschaft. Zudem war er Träger der Max-Schönleutner-Medaille der TU München-Weihenstephan und der Andreas-Hermes-Medaille des Deutschen Bauernverbandes.

## Schriften
als Herausgeber
- Lese- und Arbeitsbogen für die Landjugend. - 15 Bd. - Bad Heilbrunn/Obb.: Klinkhardt, 1956–1957 (mit Franz Huber, Josef Hans Biehler)